# Jackson's Gap
Jackson's Gap est une ville américaine située dans le comté de Tallapoosa en Alabama.
Selon le recensement de 2010, Jackson's Gap compte 828 habitants. La municipalité s'étend sur 8,54 milles carrés (22,12 km2), dont 8,52 milles carrés (22,07 km2) de terres.
La ville est nommée en l'honneur de monsieur Jackson, qui y construit sa maison dans un « trou » (en anglais : gap) entre deux collines dans les années 1830.

## Démographie
| 1990 | 2000 | 2010 | - | - | - |
| ---- | ---- | ---- | - | - | - |
| 207  | 789  | 828  | - | - | - |